# 流派-R
『流派-R SINCE2001』（りゅうはアール シンスにせんいち）は、テレビせとうちを除くテレビ東京系列局で放送している音楽番組。

## 概要
ヒップホップ、R&B、レゲエなどのブラックミュージックを専門に特集している深夜番組である。日本国内外で活躍するブラックミュージックのアーティストとその楽曲の紹介がメインであるが、他にもブラックミュージックのイベントやファッション、ダンスやグルメなどブラックカルチャー全般を取り扱っている。
この番組は2000年10月6日に『Bの流派』（ビーのりゅうは）のタイトルでスタートし、2001年4月6日に現在の『流派-R』に改題された。『流派-R』への改題以降よりネット局が増え始め、後に長寿番組化。2010年10月1日よりハイビジョン制作に移行。2011年3月4日には放送回数500回を達成した。
年末には「流派 PV AWARD」を行うのが恒例になっている。この企画では、視聴者からその年で最も輝いていたアーティストと楽曲のPVをハガキで募り、その集計結果をトップ20まで紹介する。
2013年3月29日を以って終了。翌4月5日からはヒップホップをほとんど扱わない『超流派』に変更された。
2017年4月7日より、『流派-R SINCE2001』のタイトルで再びヒップホップ専門番組として4年ぶりに復活。放送時間は土曜（金曜深夜）2:30 - 3:00。

## 出演者
- ia - 初代MC。2004年から2010年まで出演。
- 佐野友妃子 - 2代目MC。2012年7月20日放送分から出演。
- マシューまさるバロン - 3代目MC。『超流派』の2013年4月5日放送開始から、「流派-R SINCE2001」の現在まで、ナレーターとしてコーナーMCを務めている。

## スタッフ
- Executive Producer (エグゼクティブプロデューサー) - Norio Higuchi, Ryoji Masuho
- Writer (構成) - Kazutaka Imai, Yasuhiro Haraguchi
- Narration (ナレーション) - Mirakuru Hikaru ほか
- Art Direction (アートディレクション) - YARD
- Co-Producer (制作プロデューサー) - Masaki Naganuma (TV Tokyo Music)
- Producer (プロデューサー) - Hiroshi Sasaki (TV Tokyo Music)
- Chief Producer (チーフプロデューサー) - Shunji Nozaki
- Produced by TV Tokyo Music, endless communications

## 「流派－R since2001」の番組内容
R-Feature
日本のヒップホップのラッパーをメインに、ドキュメンタリー風に追跡するコーナー。
VIEWS
番組注目のアーティストとして自然体で魅せる音楽のルーツをインタビューで語っていくコーナー。
MY CLASSICS
ヒップポップのマイクロフォン担当の、サイプレス上野が、日本語のラップをレクチャーするメインコーナー。
※このコーナーで、新人歌手をメインに、新曲についてインタビューして、メインコーナーと外れる時もある。

## 「Bの流派」・「流派-R」の番組内容
FEATURES
様々なテーマを紹介するメインコーナー。
REVIEW / VIEWS
アーティスト・ファッション・ダンス・イベントなどを短時間で紹介するコーナー。
dwango.jpうた
視聴者から着メロリクエストを募集し、邦楽と洋楽1曲ずつオンエアするコーナー。
KILLERTUNE
毎月1人または1組のアーティストを密着取材するコーナー。
流派オリジナルランキング
どこよりも早い日本最速のウィークリーランキングTOP30を紹介するコーナー。2011年12月17日開始。ブラックミュージックだけではなく、洋楽、K-POP、J-POP（ジャニーズの曲、アイドルの曲、ロックの曲など）、演歌といった様々なジャンルがランクインの対象。
2012年3月10日放送のランキングでは、1位から5位までジャニーズの曲がランクインした（1位:嵐「ワイルド アット ハート」、2位：Hey!Say!JUMP「SUPER DELICATE」、3位：山下智久「愛、テキサス」、4位：V6「バリバリBUDDY!」、5位：KAT-TUN「LOCK ON」）。
2012年3月24日放送分では、ウィークリーランキングTOP30を休止し、人気コラボ曲TOP10を紹介した。

## テーマ曲

### オープニングテーマ
| 採用期間     | アーティスト名 / 曲名                                                 |
| ------------ | --------------------------------------------------------------------- |
| 2002年05月 - | DOUBLE 『Driving All Night』                                          |
| 2002年08月 - | DOUBLE 『Who's That Girl』                                            |
| 2002年12月 - | 童子-T 『世界はおまえの手に』                                         |
| 2003年01月 - | SOUL'd OUT 『ウェカピポ』                                             |
| 2003年07月 - | DOUBLE 『Rollin' on』                                                 |
| 2003年10月 - | DOUBLE 『destiny』                                                    |
| 2004年02月 - | three NATION 『Don't STOP! (AND DA BEAT GOES ON)』                    |
| 2004年04月 - | kazami 『Dan-de-li-on』                                               |
| 2004年06月 - | three NATION 『OLIVIA once again』                                    |
| 2004年 -     | 加藤ミリヤ 『夜空』                                                   |
| 2004年12月 - | COLOR 『FIND YOU』                                                    |
| 2005年01月 - | SOUL'd OUT 『To All Tha Dreamers』                                    |
| 2005年06月 - | three NATION 『PERFECT BLUE』                                         |
| 2005年07月 - | COOLON 『Days』                                                       |
| 2005年08月 - | タカチャ 『ソノサキニ』                                               |
| 2006年01月 - | ライムライト 『Get in the limelight』                                 |
| 2006年07月 - | 加藤ミリヤ 『Last Summer』                                            |
| 2006年09月 - | 加藤ミリヤ 『I WILL』                                                 |
| 2007年01月 - | 加藤ミリヤ 『このままずっと朝まで』                                   |
| 2007年09月 - | 加藤ミリヤ 『FUTURECHECKA feat. SIMON, COMA-CHI & TARO SOUL』         |
| 2007年10月 - | SOUL'd OUT 『TONGUE TE TONGUE』                                       |
| 2007年04月 - | DOUBLE 『SPRING LOVE』                                                |
| 2007年07月 - | DOUBLE 『SUMMERTIME feat.VERBAL』                                     |
| 2007年08月 - | 青山テルマ 『ONE WAY』                                                |
| 2007年09月 - | 加藤ミリヤ 『LALALA feat. 若旦那（湘南乃風）』                        |
| 2007年10月 - | SOUL'd OUT 『TONGUE TE TONGUE』                                       |
| 2007年12月 - | 谷村奈南 『Say Good-bye』                                             |
| 2008年01月 - | 0SOUL7 『チェリートゥリー』                                           |
| 2008年02月 - | 清水翔太 『HOME』                                                     |
| 2008年03月 - | ARIA 『YOU'RE THE BEST! feat. 横山剣 (CRAZY KEN BAND)』               |
| 2008年04月 - | Sweep 『Disconnect』                                                  |
| 2008年05月 - | TIANA XIAO 『KIZUNA』                                                 |
| 2008年06月 - | 清水翔太 『美しき日々よ』                                             |
| 2008年07月 - | DOUBLE 『Let it go』                                                  |
| 2008年08月 - | Sweep 『It's the fallin' in love feat. A Hundred Birds (single mix)』 |
| 2008年09月 - | 加藤ミリヤ 『SAYONARAベイベー』                                       |
| 2008年10月 - | ZEEBRA 『Jackin' 4 Beats』                                            |
| 2008年11月 - | 加藤ミリヤ 『ディア・ロンリーガール』                                 |
| 2008年12月 - | TARO SOUL 『Everytime』                                               |
| 2009年01月 - | COMA-CHI 『perfect angel』                                            |
| 2008年02月 - | 加藤ミリヤ 『19 Memories』                                            |
| 2009年03月 - | ARIA 『YOU'RE THE BEST! feat. 横山剣 (CRAZY KEN BAND)』               |
| 2009年04月 - | YOUNGSHIM 『Distance』                                                |
| 2009年05月 - | 加藤ミリヤ×清水翔太 『Love Forever』                                  |
| 2009年06月 - | 清水翔太 『美しき日々よ』                                             |
| 2009年07月 - | DOUBLE 『Let it go』                                                  |
| 2009年08月 - | KEN THE 390 『Hey Boy feat. 童子-T』                                  |
| 2009年09月 - | Hilcrhyme 『春夏秋冬』                                                |
| 2009年10月 - | CHOZEN LEE 『Songs Of Love』                                          |
| 2009年11月 - | DOUBLE & 清水翔太 『おやすみのキスを〜Good Night My Love〜』          |
| 2009年12月 - | 清水翔太 『Family feat.KEN THE 390，SHUN&COMA-CHI』                   |
| 2010年01月 - | Hilcrhyme 『もうバイバイ』                                            |

### エンディングテーマ
| 採用期間     | アーティスト名 / 曲名                                   |
| ------------ | ------------------------------------------------------- |
| 2001年09月 - | 餓鬼レンジャー 『You are Shock Sure Shot』              |
| 2003年04月 - | SOUL'd OUT 『Flyte Tyme』                               |
| 2003年06月 - | kazami 『リズム featuring SPHERE of INFLUENCE』         |
| 2003年08月 - | Loop Junktion 『Sink or Swim』                          |
| 2003年11月 - | B@by Soul 『Thread of Love』                            |
| 2004年01月 - | RHYMESTER 『WELCOME2MYROOM』                            |
| 2004年04月 - | PANG 『Midnight Jungle』                                |
| 2004年06月 - | Miss Monday 『暁ニ想フ feat.Sowelu』                    |
| 2004年09月 - | 加藤ミリヤ 『Never let go』                             |
| 2004年09月 - | 加藤ミリヤ 『Beautiful』                                |
| 2004年12月 - | three NATION 『who is it?』                             |
| 2005年02月 - | Heartsdales 『Shining』                                 |
| 2005年04月 - | 倖田來未 『Hot Stuff feat.KM-MARKIT』                   |
| 2005年07月 - | MEGARYU 『アゲアゲハリケーン』                          |
| 2005年08月 - | ラッパ我リヤ 『BIG PARTY』                              |
| 2005年10月 - | faith 『SWEET WAY』                                     |
| 2005年10月 - | "E"qual 『Can I get out?』                              |
| 2006年01月 - | ライムライト 『Get in the limelight』                   |
| 2006年02月 - | ライムライト 『Get in the limelight』                   |
| 2006年05月 - | ASIAN2 『ASIAN VIBRATION』                              |
| 2006年06月 - | 田中ロウマ 『One』                                      |
| 2006年08月 - | faith 『Sparkle』                                       |
| 2006年09月 - | Metis 『Mi Strong woman』                               |
| 2006年10月 - | 田中ロウマ 『Not Alone』                                |
| 2006年11月 - | faith 『Karasu』                                        |
| 2007年03月 - | ILLMATIC HEADLOCK 『RIDE ON THE MUSIC』                 |
| 2007年05月 - | 加藤ミリヤ 『Love is…』                                 |
| 2007年06月 - | SoulJa 『rain』                                         |
| 2008年01月 - | COMA-CHI 『perfect angel』                              |
| 2008年02月 - | 加藤ミリヤ 『19 Memories』                              |
| 2008年03月 - | ARIA 『YOU'RE THE BEST! feat. 横山剣 (CRAZY KEN BAND)』 |
| 2008年04月 - | YOUNGSHIM 『Distance』                                  |
| 2008年05月 - | 加藤ミリヤ×清水翔太 『Love Forever』                    |
| 2008年06月 - | 清水翔太 『美しき日々よ』                               |
| 2008年07月 - | DOUBLE 『Let it go』                                    |
| 2008年08月 - | lecca 『愛&lie&wine』                                   |
| 2008年09月 - | The DEY 『Give You The World〜宇宙のファンタジー2008』  |
| 2008年10月 - | 0 SOUL 7 『薬箱』                                       |
| 2008年11月 - | twent4-7 『Back AGAIN -the black crown ep-』            |
| 2008年12月 - | ARIA 『Color of LOVE』                                  |
| 2009年01月 - | ジェイソン・チャンピオン 『オールウェイズ』             |
| 2009年02月 - | twenty4-7 『Get A Life 〜Again〜』                      |
| 2009年03月 - | TWICE 『DISTANCE』                                      |
| 2009年04月 - | BENI 『Kiss Kiss Kiss』                                 |
| 2009年05月 - | INFLAVA 『Homing』                                      |
| 2009年06月 - | "E"qual 『My Fair Lady feat. May J.』                   |
| 2009年07月 - | 清水翔太 『さよならはいつも側に』                       |
| 2009年08月 - | Mass Alert 『Comoesta feat. Massattack from Spontania』 |
| 2009年09月 - | Tiara 『さよならをキミに… feat. Spontania』             |
| 2009年10月 - | ハイジ 『耳を澄まして』                                 |
| 2009年11月 - | Diggy-MO' 『Arcadia』                                   |
| 2009年12月 - | ハイジ 『耳を澄まして』                                 |
| 2010年01月 - | 山口リサ 『ENERGY』                                     |

## サウンドトラック

### 邦楽篇
1. Lifetime Respect / 三木道三
2. U / DOUBLE
3. 少年A / 童子-T
4. Ride Wit Tha D.S.C. 〜Just Like Me〜 / DS455
5. CHANGE THE GAME feat. K DUB SHINE, ZEEBRA, 童子-T, UZI, JA飛龍, O.J&S.T, KM-MARKIT / DJ OASIS
6. Touch the sky / ZEEBRA
7. ザ・グレート・アマチュアリズム / RHYMESTER
8. I SING，I SAY / LITTLE
9. カリブの小さな島の唄 / BOY-KEN
10. Beautiful 〜BR Remix〜 / 加藤ミリヤ
11. 365 feat. DELI / AI
12. アゲアゲハリケーン / MEGARYU
13. Fall in love / PANG
14. ドーナッツ / ET-KING
15. DREAM / JAMOSA
16. ソンはしないから聞いときな / K DUB SHINE

### 洋楽篇
1. ヒップ・ホップ・イズ・デッド feat. ウィル・アイ・アム / ナズ
2. ロンドン・ブリッジ / ファーギー
3. ソー・シック / ニーヨ
4. ポン・デ・リプレイ / リアーナ
5. ドント・ファンク・ウィズ・マイ・ハート / ブラック・アイド・ピーズ
6. キャンディ・ショップ feat. オリヴィア（英語版） / 50セント
7. ドンチャッ feat. バスタ・ライムス / プッシーキャット・ドールズ
8. イン・ヘヴン / ダヴィル
9. ヘイ・レイディーズ / T.O.K.
10. オイェ・ミ・カント feat. ダディ・ヤンキー、ニーナ・スカイ、ジェム・スター & ビッグ・メイト / N.O.R.E
11. O / オマリオン
12. シュガ・シュガ feat. フランキーJ. / ベイビー・バッシュ
13. ビー・フェイスフル / ファットマン・スクープ
14. ヘイ・セクシー・レイディ feat. ブライアン & トニー・ゴールド / シャギー
15. パラダイス feat. エイメリー / LL・クール・J
16. ジレンマ feat. ケリー・ローランド / ネリー
17. AM to PM / クリスティーナ・ミリアン
18. オールウェイズ・オン・タイム feat. アシャンティ / ジャ・ルール
19. レット・ミー・ブロウ・ヤ・マインド feat. グウェン・ステファニー / イヴ
20. パーティー・アップ（アップ・イン・ヒア） / DMX

## ネット局

### 流派-R
終了時点のもの。
| 放送対象地域 | 放送局             | 系列           | 放送時間           | 備考                                |
| ------------ | ------------------ | -------------- | ------------------ | ----------------------------------- |
| 関東広域圏   | テレビ東京 (TX)    | テレビ東京系列 | 金曜 26:00 - 26:30 |                                     |
| 北海道       | テレビ北海道 (TVh) | テレビ東京系列 | 日曜 25:05 - 25:35 |                                     |
| 愛知県       | テレビ愛知 (TVA)   | テレビ東京系列 | 月曜 26:30 - 27:00 | 2001年10月、木曜25:45枠で放送開始。 |
| 大阪府       | テレビ大阪 (TVO)   | テレビ東京系列 | 火曜 26:35 - 27:05 | 2003年4月、火曜26:40枠で放送開始。  |
| 福岡県       | TVQ九州放送 (TVQ)  | テレビ東京系列 | 月曜 26:53 - 27:23 |                                     |
| 岩手県       | テレビ岩手 (TVI)   | 日本テレビ系列 | 土曜 25:20 - 25:50 |                                     |
| 宮城県       | 東北放送 (TBC)     | TBS系列        | 水曜 25:45 - 26:15 |                                     |
| 新潟県       | 新潟放送 (BSN)     | TBS系列        | 土曜 25:43 - 26:13 |                                     |
| 広島県       | 中国放送 (RCC)     | TBS系列        | 火曜 25:55 - 26:25 |                                     |
| 沖縄県       | 琉球放送 (RBC)     | TBS系列        | 日曜 26:20 - 26:50 | テレビ東京の9日遅れで放送。         |
| 熊本県       | 熊本朝日放送 (KAB) | テレビ朝日系列 | 水曜 26:15 - 26:45 |                                     |
| 京都府       | KBS京都 (KBS)      | 独立局         | 月曜 23:00 - 23:30 | 2003年3月打ち切り。                 |

### 流派-R SINCE2001
| 放送対象地域 | 放送局             | 系列           | 放送時間           | 備考      |
| ------------ | ------------------ | -------------- | ------------------ | --------- |
| 関東広域圏   | テレビ東京 (TX)    | テレビ東京系列 | 金曜 26:30 - 27:00 | 幹事局    |
| 福岡県       | TVQ九州放送 (TVQ)  | テレビ東京系列 | 火曜 26:35 - 27:05 | 4日遅れ   |
| 北海道       | テレビ北海道 (TVh) | テレビ東京系列 | 水曜 26:05 - 26:35 | 5日遅れ   |
| 大阪府       | テレビ大阪 (TVO)   | テレビ東京系列 | 木曜 26:35 - 27:05 | 6日遅れ   |
| 愛知県       | テレビ愛知 (TVA)   | テレビ東京系列 | 木曜 27:05 - 27:35 | 6日遅れ   |
| 沖縄県       | 琉球放送 (RBC)     | TBS系列        | 日曜 26:55 - 27:25 | 約9日遅れ |

#### 過去のネット局
- 東北放送（tbc・TBS系列） - 木曜 26:00 - 26:30に放送されていたが、2022年9月打ち切り。

## 関連商品
CD
- R-CLASSICS～流派-R&cutting edge presents～（2004年、cutting edge）
- TV SOUND TRACK Japan（2007年、ユニバーサルミュージックジャパン）邦楽編
- TV SOUND TRACK International（2007年、ユニバーサルミュージックジャパン）洋楽編
- 流派-R GREATEST HITS（2010年、ドワンゴ・ミュージックエンタテインメント）
- 流派-R BEGINNINGS+（2010年、ドワンゴ・ミュージックエンタテインメント）

DVD
- B on The TABLE REGGAE（2005年1月、ネオプレックス）
- B on The TABLE REGGAE Vol.2（2005年9月、ネオプレックス）